# Elsa Esnoult
Elsa Esnoult est une comédienne, chanteuse et auteure-compositrice française née le 25 septembre 1988 à Neuilly-sur-Seine. Connue pour ses rôles dans les séries télévisées Les Mystères de l'amour et Dreams : 1 rêve, 2 vies, elle a à son actif, en tant que chanteuse, huit albums studio, dont cinq disques d'or.

## Biographie
Née à Neuilly-sur-Seine le 25 septembre 1988, Elsa Esnoult fait carrière non seulement à la télévision mais aussi dans la chanson.

### Comédienne
De 2007 à 2009, Elsa Esnoult tourne dans quelques courts-métrages et dans le pilote de la série Tie Break de Renaud Chélélékian pour Canal +. Après avoir décroché quelques apparitions dans les séries télévisées Chante ! en 2009 et Clem en 2010, elle est choisie, en 2011, pour jouer le rôle de Fanny Greyson dans Les Mystères de l'amour sur TMC, une des séries dérivées de la sitcom à succès Hélène et les Garçons (1992-1994).
En 2012, elle joue dans des épisodes des émissions de réalité scénarisée Au nom de la vérité, Si près de chez vous et Le Jour où tout a basculé.
C'est en 2014 que la série musicale Dreams : 1 rêve, 2 vies est diffusée sur la chaîne de télévision NRJ 12.
En 2014-2015, elle joue le rôle d'Elsa dans deux épisodes de Camping Paradis avant de retourner en 2016 dans Les Mystères de l'amour qu'elle avait quitté un an plus tôt.
En octobre 2023, Elsa Esnoult s'envole pour Los Angeles afin d'interpréter son rôle de Fanny Greyson lors de trois épisodes du soap opéra américain, Amour, Gloire et Beauté,.

### Chanteuse
Elsa Esnoult est également musicienne et chanteuse. Elle écrit ou coécrit la plupart de ses chansons. Ses deux premiers albums, Pour Toi (2014) et Tout En Haut (2016), coécrits et produits par Jean-Luc Azoulay, sont devenus disques d’or « sans presse ni passage radio »,.
Le 4 novembre 2014, au Divan du monde, elle donne son premier concert, avec, à la clef, un album enregistré en direct (Live au Divan du monde),.
En avril 2018, elle sort un nouvel album baptisé 3. Enregistré en partie à Nashville, il contient le titre phare Le crime de s'aimer ainsi que Je vous aime, une chanson écrite pour ses fans. Elle part en tournée au mois de décembre et passe par l'Alhambra le 12 décembre 2018 et le Zénith de Paris le 23 mars 2019. Alors que 3 est disque d'or à son tour, un quatrième album est en préparation.
Ses chansons, intégrées dans le scénario des Mystères de l'Amour, sont diffusées en boucle lors des épisodes de la série.
Le 23 août 2019 sort son quatrième disque, 4, dont le premier single est Androgyne. Le 11 janvier 2020, elle part en tournée dans toute la France. Cette dernière doit cependant être interrompue après cinq dates le 14 mars 2020 pour cause de pandémie Covid.
En 2021, elle crée sa société de production, E.E Concept, par le biais de laquelle elle co-écrit et produit le premier album de son ancien partenaire de Danse avec les stars, Anthony Colette.
Son cinquième album, intitulé 5, sort en février 2021. Il atteint la semaine de sa sortie la première place des charts en France et la troisième place en Belgique, et se vend au total à 60 000 exemplaires,. Elsa Esnoult retourne ensuite à Nashvillepour enregistrer son sixième album, 6, sorti le 26 août 2022.

### Autres activités artistiques
À l'automne 2019, Elsa Esnoult participe à la dixième saison de Danse avec les stars aux côtés du danseur Anthony Colette. Elle atteint les demi-finales du programme et termine troisième de la compétition.
Au printemps 2022, elle est invitée à chanter en duo sur le nouvel album de Frédéric François, intitulé Frédéric François en duo. Ils reprennent ensemble le tube Mon cœur te dit je t'aime, qui bénéficie d'un clip.

### Promotion dans les médias
En juillet 2018, le Parisien s'intéresse de plus près au parcours d'Elsa Esnoult, alors peu médiatisée, la surnommant "la nouvelle Hélène et les garçons".
Le 18 décembre 2021, TMC consacre à l'artiste un documentaire intitulé Elsa Esnoult : La belle histoire, retraçant tout son parcours. Ce dernier réunit 201 000 téléspectateurs.

### Vie privée
Le 11 avril 2025, Elsa Esnoult annonce sur ses réseaux sociaux être en couple avec Alexis Jacquemin, un coach sportif âgé de 28 ans,. Le 25 mai de la même année, tous deux dévoilent attendre leur premier enfant, partageant sur la toile un cliché d'Elsa enceinte,.

## Filmographie

### Comédienne

#### Télévision
- 2009 : Chante ! (Saison 2 épisode 13 : Révélations)
- 2010 : Clem : La Chacal (Saison 1 épisode 4 : C'est la rentrée ! )
- Depuis 2011 : Les Mystères de l'amour : Fanny Greyson (saisons 2 à 9 et depuis la saison 14)
- 2012 : Au nom de la vérité : Johanna (épisode : Prête à tout)
- 2012 : Si près de chez vous : Alexandra (épisode : Le rêve brisé)
- 2012 : Garfield et Cie : Les trois sirènes (voix et chant) (Épisode : Contre vent et marées)
- 2012 : Le Jour où tout a basculé : Natacha (épisode : Mon agent m'a berné)
- 2014 : Dreams : 1 rêve, 2 vies : Margot Pontier (40 épisodes)[30]
- 2014-2015 : Camping Paradis : Elsa (Saison 6, épisodes 1 et 4 : Éclipse au camping et Le gendre idéal)
- 2023 : Amour, gloire et beauté : Fanny Greyson (3 épisodes)

### Clips
- 2010 : Shaniz et Wayne Beckford - Sans me retourner
- 2010 : Mars Avenue (épisode 1) - Des accords au silence

#### Courts-métrages
- 2007 : La Valse des Pantins de Florian Lebelt
- 2008 : La Conscience de Lilla Smoluch
- 2008 : Manon sur le bitume de Théo Martin : Manon
- 2009 : Boite de Nuit de Inga Eelmäe
- 2009 : Vous aurez de mes nouvelles de Wilfried Lawson-Tychus
- 2009 : Trahison de Mani Pezeshk (d)
- 2023 : La Pillule d'Aurélie Rhumeur (2 épisodes) Web-série

### Cinéma
- 2022 : Don Juan de Serge Bozon : La passante qui chante

#### Doublage
- 2014 : The Amazing Spider-Man : Le Destin d'un héros de Marc Webb : Felicia Hardy (Felicity Jones)
- 2017 : Les Schtroumpfs et le village perdu de Kelly Asbury : voix additionnelles

## Télévision
- 2019, 2020, 2022, 2024 : Fort Boyard sur France 2
- 2019 : Danse avec les stars (saison 10) sur TF1 :  finaliste
- 2020 : Boyard Land sur France 2
- 2021 : Les Reines du shopping (Spéciale Célébrités) sur M6 : candidate
- 2022 : Les Traîtres saison 1 sur M6 : candidate, finaliste
- 2023 : Saison 6 du Meilleur Pâtissier, spécial célébrités sur Gulli
- 2024 : 100 % logique

## Discographie

### Singles
- 2014 : Pour qui tu m'prends
- 2014 : Fidélité
- 2014 : Ma star à moi (avec Sébastien Roch)
- 2016 : J'suis là-haut
- 2017 : Parce que c'est toi
- 2017 : J'voudrais y croire encore
- 2017 : Le doigt dans l'œil
- 2018 : Tu m'as donné
- 2018 : Le crime de s'aimer
- 2018 : Amoureuse
- 2019 : Parce que c'était écrit comme ça
- 2019 : Si docile si fragile
- 2019 : Androgyne
- 2019 : Pour toujours
- 2020 : Et dans la nuit j'ai prié
- 2020 : Dans le miroir
- 2020 : Mon premier Noël avec toi
- 2021 : Moi j'écrirai ton nom
- 2021 : La belle histoire
- 2021 : Les plus belles histoires d'amour (avec Anthony Colette)
- 2021 : Souviens-toi
- 2022 : Fille perdue
- 2022 : Changer tout ça
- 2022 : Quand je suis avec toi
- 2023 : Mal de toi
- 2023 : Si tu pouvais
- 2023 : Tokyo
- 2023 : The crime of love
- 2024 : Evidence
- 2024 : Comme une petite fille
- 2024 : Na Na Na
- 2024 : Si on se mariait à Noël
- 2025 : Guerrier de l'amour
- 2025 : Manga

### Collaborations
- 2017 : Saint-Martin, ne pleure pas avec les comédiens des Mystères de l'amour pour les victimes de l'Ouragan Irma de l'île de Saint-Martin[31]
- 2022 : Mon cœur te dit je t'aime en duo avec Frédéric François sur l'album Frédéric François en duo

## Publication
- Elsa Esnoult, Le Rêve d'une Vie, Paris, Harlequin, 6 mars 2019, 205 p. (ISBN 978-2-280-42365-6)[32]

## Distinctions
- Disque d'or pour Pour toi[9],[33]
- Disque d'or pour Tout en haut[9],[33].
- Disque d'or pour 3[10]
- Disque d'or pour 4[34]
- Disque d'or pour 5
- Soap Awards France 2018 et 2019 pour le Couple de l'année (Fanny et Christian dans Les Mystères de l'amour)[35],[36].